# 旧圣皮埃尔 (滨海塞纳省)
旧圣皮埃尔（法語：Saint-Pierre-le-Vieux，法語發音：[sɛ̃ pjɛʁ lə vjø]）是法国滨海塞纳省的一个市镇，属于迪耶普区。

## 地理
旧圣皮埃尔（49°51'1"N, 0°52'21"E）面积7.06 平方千米，位于法国诺曼底大区滨海塞纳省，该省份为法国北部沿海省份，其西部及北部濒大西洋英吉利海峡，东起顺时针与索姆省、瓦兹省、厄尔省和卡爾瓦多斯省接壤。
与旧圣皮埃尔接壤的市镇（或旧市镇、城区）包括：阿夫勒梅尼勒、丹堡、拉加亚尔德、格尔。

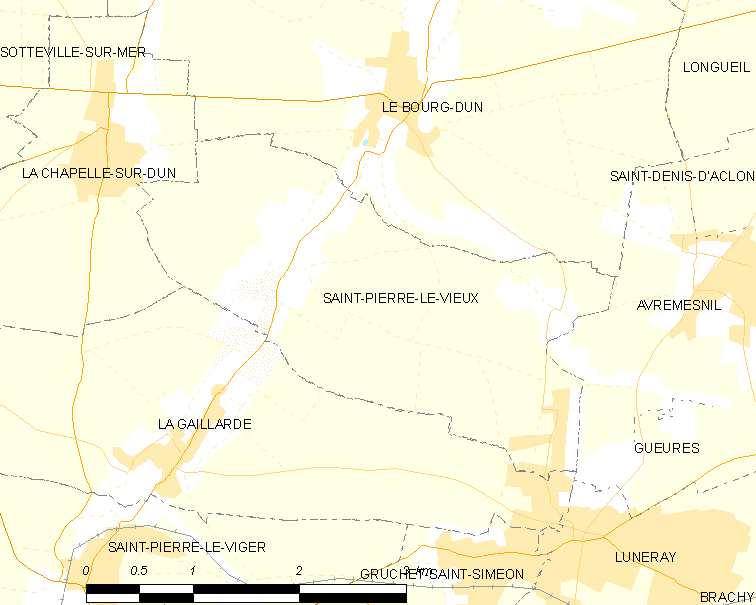
的OSM定位图

旧圣皮埃尔的时区为UTC+01:00、UTC+02:00（夏令时）。

## 行政
旧圣皮埃尔的邮政编码为76740，INSEE市镇编码为76641。

## 政治
旧圣皮埃尔所属的省级选区为科地区圣瓦勒里县。

## 人口

1962-2008年间人口变化图示

旧圣皮埃尔于2022年1月1日时的人口数量为188人。